# Curling-Weltmeisterschaft der Damen 1989

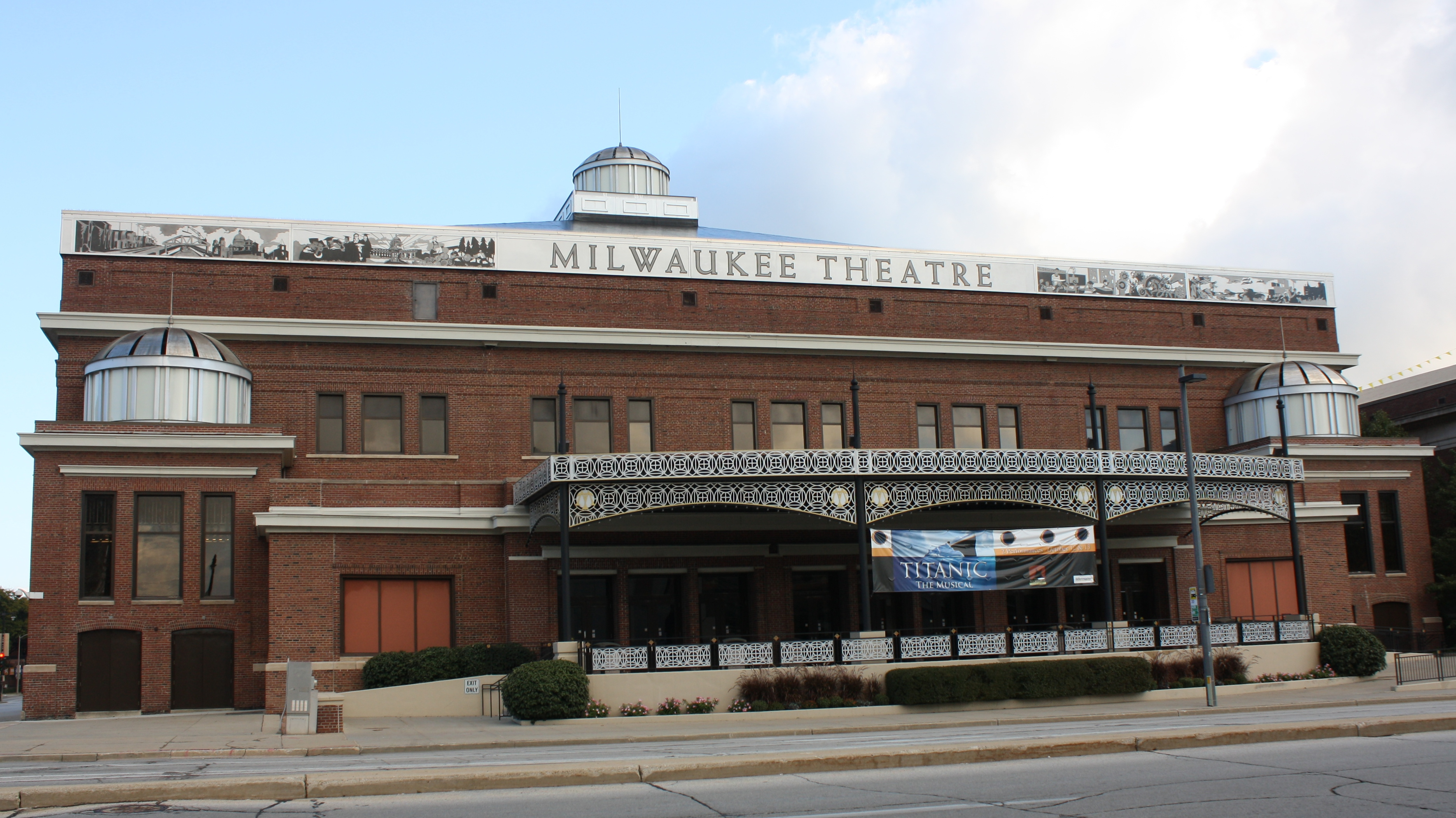
Das Milwaukee Auditorium wurde von 2001 bis 2003 in ein Theater umgebaut und in Milwaukee Theatre umbenannt.

Die Curling-Weltmeisterschaft der Damen 1989 (offiziell: World Women’s Curling Championship 1989) war die 11. Austragung der Welttitelkämpfe im Curling der Damen. Das Turnier wurde vom 3. bis 9. April des Jahres in der US-amerikanischen Stadt Milwaukee, Wisconsin im Milwaukee Auditorium ausgetragen.
Für Kanada war es der sechste Gewinn des Weltmeistertitels. Die Silbermedaille ging an die Norwegerinnen. Da es kein Spiel um den dritten Platz gab, erhielten die Bundesrepublik Deutschland und Schweden gemeinsam die Bronzemedaille.
Gespielt wurde ein Rundenturnier (Round Robin), was bedeutet, dass Jeder gegen jeden antritt. 

## Teilnehmende Nationen
| BR Deutschland | Dänemark | Finnland | Frankreich | Kanada |
| --- | --- | --- | --- | --- |
| SC Riessersee, Garmisch-Partenkirchen Skip: Andrea Schöpp Third: Monika Wagner Second: Barbara Haller Lead: Christina Haller | Gentofte CC, Kopenhagen Fourth: Marianne Qvist Third: Lene Bidstrup Skip: Astrid Birnbaum Lead: Lilian Frøhling                     | Hyvinkää CC, Hyvinkää Skip: Jaana Jokela Third: Nina Ahvenainen Second: Terhi Aro Lead: Tiina Majuri           | Megève CC, Megève Fourth: Agnes Mercier Third: Catherine Lefebvre Skip: Annick Mercier Lead: Andrée Dupont-Roc          | Lakehead Ladies CC, Thunder Bay Skip: Heather Houston Third: Lorraine Lang Second: Diane Adams Lead: Tracy Kennedy Ersatz: Gloria Taylor |
| Norwegen | Schottland | Schweden | Schweiz | Vereinigte Staaten |
| Snarøen CC, Oslo Skip: Trine Trulsen Third: Dordi Nordby Second: Hanne Pettersen Lead: Mette Halvorsen                       | East Kilbride & Haremyres CC, East Kilbride Skip: Christine Allison Third: Margaret Scott Second: Kimmie Brown Lead: Sheena Drummie | Härnösands CK, Härnösand Skip: Anette Norberg Third: Anna Rindeskog Second: Sofie Marmont Lead: Louise Marmont | Bern Egghölzi Damen CC, Bern Skip: Cristina Lestander Third: Barbara Meier Second: Ingrid Thulin Lead: Katrin Peterhans | Rolla CC, Rolla Skip: Jan Lagasse Third: Janie Kakela Second: Colleen Bertsch Lead: Eileen Mickelson                                     |

## Tabelle der Round Robin
| Schlüssel | Schlüssel                      |
| --------- | ------------------------------ |
|           | Qualifiziert für die Play-offs |
|           | Tie-Breaker                    |

| Platz | Team               | Spiele | Siege | Ndlg. |
| ----- | ------------------ | ------ | ----- | ----- |
| 1.    | Norwegen           | 9      | 8     | 1     |
| 2.    | Kanada             | 9      | 7     | 2     |
| 3.    | BR Deutschland     | 9      | 5     | 4     |
| 4.    | Schweden           | 9      | 5     | 4     |
| 5.    | Schweiz            | 9      | 5     | 4     |
| 6.    | Frankreich         | 9      | 5     | 4     |
| 7.    | Schottland         | 9      | 4     | 5     |
| 8.    | Dänemark           | 9      | 4     | 5     |
| 9.    | Vereinigte Staaten | 9      | 2     | 7     |
| 10.   | Finnland           | 9      | 0     | 9     |

## Ergebnisse der Round Robin

### Runde 1
| Begegnung             | Resultat |
| --------------------- | -------- |
| Dänemark – Frankreich | 6:7      |

| Begegnung             | Resultat |
| --------------------- | -------- |
| Schottland – Norwegen | 8:6      |

| Begegnung               | Resultat |
| ----------------------- | -------- |
| Kanada – BR Deutschland | 10:8     |

| Begegnung                    | Resultat |
| ---------------------------- | -------- |
| Vereinigte Staaten – Schweiz | 6:10     |

| Begegnung           | Resultat |
| ------------------- | -------- |
| Finnland – Schweden | 4:13     |

### Runde 2
| Begegnung                       | Resultat |
| ------------------------------- | -------- |
| Schottland – Vereinigte Staaten | 2:5      |

| Begegnung                 | Resultat |
| ------------------------- | -------- |
| Finnland – BR Deutschland | 3:7      |

| Begegnung           | Resultat |
| ------------------- | -------- |
| Norwegen – Schweden | 10:6     |

| Begegnung         | Resultat |
| ----------------- | -------- |
| Dänemark – Kanada | 5:8      |

| Begegnung            | Resultat |
| -------------------- | -------- |
| Schweiz – Frankreich | 8:3      |

### Runde 3
| Begegnung                | Resultat |
| ------------------------ | -------- |
| Schweiz – BR Deutschland | 5:10     |

| Begegnung         | Resultat |
| ----------------- | -------- |
| Schweden – Kanada | 6:9      |

| Begegnung                       | Resultat |
| ------------------------------- | -------- |
| Frankreich – Vereinigte Staaten | 7:6      |

| Begegnung           | Resultat |
| ------------------- | -------- |
| Norwegen – Finnland | 13:1     |

| Begegnung             | Resultat |
| --------------------- | -------- |
| Dänemark – Schottland | 4:9      |

### Runde 4
| Begegnung         | Resultat |
| ----------------- | -------- |
| Kanada – Norwegen | 5:6      |

| Begegnung               | Resultat |
| ----------------------- | -------- |
| Frankreich – Schottland | 8:5      |

| Begegnung          | Resultat |
| ------------------ | -------- |
| Dänemark – Schweiz | 5:4      |

| Begegnung                 | Resultat |
| ------------------------- | -------- |
| Schweden – BR Deutschland | 4:6      |

| Begegnung                     | Resultat |
| ----------------------------- | -------- |
| Vereinigte Staaten – Finnland | 9:8      |

### Runde 5
| Begegnung           | Resultat |
| ------------------- | -------- |
| Schweden – Dänemark | 6:3      |

| Begegnung          | Resultat |
| ------------------ | -------- |
| Norwegen – Schweiz | 8:4      |

| Begegnung             | Resultat |
| --------------------- | -------- |
| Schottland – Finnland | 7:6      |

| Begegnung                   | Resultat |
| --------------------------- | -------- |
| Kanada – Vereinigte Staaten | 9:3      |

| Begegnung                   | Resultat |
| --------------------------- | -------- |
| Frankreich – BR Deutschland | 10:8     |

### Runde 6
| Begegnung             | Resultat |
| --------------------- | -------- |
| Frankreich – Finnland | 7:6      |

| Begegnung                           | Resultat |
| ----------------------------------- | -------- |
| BR Deutschland – Vereinigte Staaten | 6:2      |

| Begegnung        | Resultat |
| ---------------- | -------- |
| Schweiz – Kanada | 5:4      |

| Begegnung             | Resultat |
| --------------------- | -------- |
| Schottland – Schweden | 5:6      |

| Begegnung           | Resultat |
| ------------------- | -------- |
| Norwegen – Dänemark | 7:6      |

### Runde 7
| Begegnung                   | Resultat |
| --------------------------- | -------- |
| BR Deutschland – Schottland | 5:0      |

| Begegnung           | Resultat |
| ------------------- | -------- |
| Kanada – Frankreich | 7:6      |

| Begegnung                     | Resultat |
| ----------------------------- | -------- |
| Vereinigte Staaten – Norwegen | 4:0      |

| Begegnung           | Resultat |
| ------------------- | -------- |
| Finnland – Dänemark | 2:8      |

| Begegnung          | Resultat |
| ------------------ | -------- |
| Schweden – Schweiz | 3:4      |

### Runde 8
| Begegnung         | Resultat |
| ----------------- | -------- |
| Finnland – Kanada | 4:11     |

| Begegnung                     | Resultat |
| ----------------------------- | -------- |
| Vereinigte Staaten – Dänemark | 5:9      |

| Begegnung             | Resultat |
| --------------------- | -------- |
| Schweden – Schottland | 7:4      |

| Begegnung            | Resultat |
| -------------------- | -------- |
| Schweiz – Schottland | 5:7      |

| Begegnung                 | Resultat |
| ------------------------- | -------- |
| BR Deutschland – Norwegen | 5:6      |

### Runde 9
| Begegnung                     | Resultat |
| ----------------------------- | -------- |
| Vereinigte Staaten – Schweden | 4:6      |

| Begegnung          | Resultat |
| ------------------ | -------- |
| Schweiz – Finnland | 11:2     |

| Begegnung                 | Resultat |
| ------------------------- | -------- |
| BR Deutschland – Dänemark | 6:7      |

| Begegnung             | Resultat |
| --------------------- | -------- |
| Frankreich – Norwegen | 2:8      |

| Begegnung           | Resultat |
| ------------------- | -------- |
| Schottland – Kanada | 4:10     |

## Tie-Breaker
Die punktgleichen Mannschaften aus Frankreich, der Bundesrepublik Deutschland, Schweden und der Schweiz spielten die zwei offenen Plätze für das Halbfinale aus.
| Begegnung                   | Resultat |
| --------------------------- | -------- |
| Frankreich – BR Deutschland | 4:6      |

| Begegnung          | Resultat |
| ------------------ | -------- |
| Schweden – Schweiz | 6:5      |

## Play-off

### Turnierbaum
|  | Halbfinale | Halbfinale     | Halbfinale |  |  | Finale | Finale   | Finale |
|  |            |                |            |  |  |        |          |        |
|  |            |                |            |  |  |        |          |        |
|  | 1          | Norwegen       | 7          |  |  |        |          |        |
|  | 4          | Schweden       | 5          |  |  |        |          |        |
|  |            |                |            |  |  | 1      | Norwegen | 5      |
|  |            |                |            |  |  | 2      | Kanada   | 8      |
|  | 2          | Kanada         | 8          |  |  |        |          |        |
|  | 3          | BR Deutschland | 5          |  |  |        |          |        |
|  |            |                |            |  |  |        |          |        |

### Halbfinale
| Begegnung           | Resultat |
| ------------------- | -------- |
| Norwegen – Schweden | 7:5      |

| Begegnung               | Resultat |
| ----------------------- | -------- |
| Kanada – BR Deutschland | 8:5      |

### Finale
| Begegnung         | Resultat |
| ----------------- | -------- |
| Norwegen – Kanada | 5:8      |

## Endstand
| Platz | Land               |
| ----- | ------------------ |
| 1     | Kanada             |
| 2     | Norwegen           |
| 3     | BR Deutschland     |
| 3     | Schweden           |
| 5     | Schweiz            |
| 6     | Frankreich         |
| 7     | Schottland         |
| 8     | Dänemark           |
| 9     | Vereinigte Staaten |
| 10    | Finnland           |